# Cezary Pawlak
Cezary Feliks Pawlak (ur. 14 stycznia 1965) – polski nauczyciel, kustosz Muzeum Miasta Łodzi, prezes Towarzystwa Opieki nad Starym Cmentarzem przy ulicy Ogrodowej w Łodzi.

## Życiorys
Cezary Pawlak ukończył studia na Uniwersytecie Łódzkim, po których pracował jako nauczyciel historii i WOS na różnych stopniach nauczania: w szkole podstawowej, gimnazjum i liceum. W 2011 został nauczycielem mianowanym. W 2002 związał się z Gimnazjum i Liceum OO. Bernardynów, gdzie organizuje wydarzenia rocznicowe o charakterze historycznym oraz opiekował się Szkolnym Kołem Militarnym. Pracuje jako Kustosz Muzeum Miasta Łodzi, gdzie koordynuje projekty wystawiennicze, historyczne oraz edukacyjne. Jest prezesem powstałego w 1999 Towarzystwa Opieki nad Starym Cmentarzem przy ulicy Ogrodowej w Łodzi w ramach którego organizuje coroczne w dniu święta Wszystkich Świętych i dni poprzedzające, kwesty na rzecz ratowania zabytkowych nagrobków, w których uczestniczą artyści, politycy i dziennikarze. Według stanu na rok 2021 w ramach zorganizowanych 27 kwest zebrano ponad 1,5 mln zł i odnowiono 192 pomniki.
Przed Cezarym Pawlakiem kwesty organizowali: Stanisław Łukawski i Ryszard Bonisławski.

## Projekty i wystawy
- „Powrót do ziemi obiecanej. Sentymentalna podróż rodziny Poznańskich” (2010),
- „Jan Karski – powrót bohatera” (2012),
- „Zakład Urbanowskich. Rodzina Dzieło Twórcy” (2013),
- „Dziedzictwo dwóch kultur. Konserwacja i promocja dzieł sztuki z kolekcji Muzeum Polskiego w Rapperswilu” (2015),
- „Wacław Konopka – artystyczna indywidualność Łodzi” w Muzeum Miasta Łodzi (2016)[7].

## Publikacje
- Stary cmentarz w rysunkach studentów PŁ (Łódź 2002)[8],
- Łódź – Księży Młyn: historia ludzi, miejsca i kultury (Łódź 2005)[9],
- Muzealizacja, rewitalizacja czy destrukcja?: wobec dziedzictwa XIX-wiecznej architektury (2007)[10],
- Piękno ocalone: Stary Cmentarz przy ulicy Ogrodowej w Łodzi (Łódź 2009)[11],
- Bunt, Masa, Maszyna: Protesty łódzkich tkaczy w kwietniu 1861 roku (Łódź 2011)[12],
- Powroty Jana Karskiego (2012)[13],
- Imperium rodziny Poznańskich: przywrócone dziedzictwo czasu i miejsca (Łódź 2013)[14],
- Przedsiębiorstwo Antoniego i Józefa Urbanowskich: rodzina, dzieło, twórcy (Łódź 2013)[15],
- Łódzkie oblicza Niepodległej: Stary Cmentarz – ludzie, historia, pamięć (2018)[16].

## Odznaczenia i nagrody
- Odznaka „Za Zasługi dla Miasta Łodzi”,
- Odznaka „Za opiekę nad zabytkami”,
- Odznaka honorowa „Zasłużony dla Kultury Polskiej”[2][17],
- Łodzianin Roku (2016)[18][17],
- Nagroda Miasta Łodzi (2023)[19].